# Горсько-Калугерово
Го́рсько-Калу́герово (болг. Горско Калугерово) — село у Великотирновській області Болгарії. Входить до складу общини Сухиндол.

## Населення
За даними перепису населення 2011 року у селі проживали 113 осіб, з них 111 осіб (98,2%) — болгари.
Розподіл населення за віком у 2011 році:
Динаміка населення: